# Liukou, Anhui
Liukou är en köping i östra Kina. Den ligger i Xiuning härad i staden Huangshan i provinsen Anhui, omkring 240 kilometer söder om provinshuvudstaden Hefei. Antalet invånare är 4 232. Befolkningen består av 2 146 kvinnor och 2 086 män. Barn under 15 år utgör 15,0 %, vuxna 15-64 år 74 %, och äldre över 65 år 10,0 %.